# James A. G. Rehn
James Abram Garfield Rehn (Filadèlfia, 26 d'octubre de 1881 - 25 de gener de 1965), va ser un entomòleg i mastòleg estatunidenc. Va ser un escriptor molt prolífic, que va escriure nombroses obres i articles, de vegades en solitari, encara que sovint en col·laboració amb altres científics eminents de l'època, entre els quals destaquen Witmer Stone i Gerrit Smith Miller. Va ser membre de l'Acadèmia de Ciències Naturals de Filadèlfia.

## Vida
Rehn va néixer a Filadèlfia el 26 d'octubre de 1881, fill de William J. Rehn i Cornelia Loud. Va ser educat al Public Industrial Art School i a l'Acadèmia de Belles Arts de Pennsilvània. Va entrar a l'Acadèmia de Cièncias Naturals de Filadèlfia el 1900 com a estudiant, i poc després va passar a ser associat de la Secció d'Entomologia. Va servir com a Secretari entre 1920 i 1938, i Secretary Corresponsal entre 1938 i 1959, encara que va continuar treballant a la Secció d'Entomologia. Va morir el 25 de gener de 1965.

## Obres i articles
James A. G. Rehn, va escriure molt durant la seva vida, més de 20 llibres i més de 100 articles. Alguns dels seus llibres són:
- A Collection Of Mammals From Sumatra : With A Review Of The Genera Nycticebus And Tragulus (1902), juntament amb Witmer Stone.
- The grasshoppers and locusts (Acridoidea) of Australia (1952).
- The Adult Of Crypsicerus Cubicus Saussure (Orthoptera: Acrididae: Lathicerinae) (1955).
- The Correct Placement Of The Genus PRIONACRIS (Orthoptera; Acrididae; Cyrtacanthacridinae) (1959) amb Harold J. Grant.
- An Additional Tribe Of The Romaleinae (Orthoptera; Acrididae) (1960), juntament amb Harold J. Grant.
- Distributional records and notes on the family Tanaoceridae (Opthotera; Acridoidea) (1960), juntament amb Harold J. Grant.
- The genus OPSHOMALA of Serville, 1831 (Orthoptera; Acrididae; Cyrtacanthacridinae) (1961), juntament amb David C. Eades.
- Contributions To Our Knowledge Of The North American Melanoplini (Orthoptera; Acrididae; Cyrtacanthacridinae) (1964).

A més, es van publicar 7 volums que contenien 57 articles, escrits entre 1901 i 1951, i publicats a Proceedings of the Academy of Natural Sciences of Philadelphia, i 5 volumns que contenien 54 articles, escrits entre 1900 i 1955, i publicats a Transactions of the American Entomological Society.